# ソホロ脂質
ソホロ脂質 (英: Sophorolipid)とは界面活性を有する糖脂質であり、ある種の非病原性酵母により産生される。ソホロ脂質についての初めての報告は1961年になされているが、環境問題への関心の高まりから1990年代より生分解性、低環境負荷などの特徴のため生体由来界面活性剤として注目を集めるようになった。

## 構造と特性
ソホロ脂質は微生物界面活性剤のうち糖脂質に属するもので、16または18炭素の脂肪酸と、グルコースがβ-1,2位で結合した二糖であるソホロースよりなる。末端、またはその隣接位が水酸化された脂肪酸がソホロースにβ-グリコシド結合している。この脂肪酸のカルボキシル基は、しばしば4' '位のヒドロキシ基と、まれに6'、または6' '位のヒドロキシ基とエステル化している（ラクトン型)。
脂肪酸は16、または18炭素からなり、不飽和結合を持つこともある。ソホロ脂質の物理化学的、および生物学的特性は培養上清中の酸型とラクトン型の比率により大きく影響される。一般的に、ラクトン型のほうが高い界面活性能と抗菌性を持つが、酸型は高い起泡性を持つ。アセチル基もソホロ脂質の親水性を低下させ、抗ウイルス性とサイトカイン刺激性を向上させる。
ソホロ脂質はCandida apicola、Thodotorula bogoriensis、Wickerhamiella domercqiae、Starmerella bombicolaなどの非病原性酵母により産生される。
ソホロ脂質は多くの合成界面活性剤の臨界ミセル濃度より低濃度で、水の表面張力を29 mN/m、水/ヘキサデカンの界面張力を5 mN/mまで下げると報告されている。
また、抗菌性、抗ウイルス性、免疫調節能なども報告されている。